# Multiplices inter
Multiplices inter je govor papeža Pija IX. leta 1865.
V govoru je papež obsodil prostozidarstvo in druge tajne družbe, na podlagi njihovega delovanja proti Rimskokatoliški Cerkvi, Bogu in družbi.